# Rödbo församling
Rödbo församling var en församling i Göteborgs stift  i Göteborgs kommun. Församlingen uppgick 2010 i Tuve-Säve församling.

## Administrativ historik
Församlingen har medeltida ursprung och har även kallats Kungälvs landsförsamling.
Församlingen var från omkring 1640 till 1974 annexförsamling i pastoratet Kungälv, Rödbo och Ytterby.  Från 1974 till 1979 annexförsamling i pastoratet Säve, Björlanda, Torslanda och Rödbo. Från 1979 till 2010 annexförsamling i pastoratet Säve och Rödbo. Församlingen uppgick 2010 i Tuve-Säve församling.

## Kyrkor
Från 1500-talet fram till 1974 hade församlingen haft gemensam församlingskyrka med Kungälv (Kungälvs kyrka), såsom stadens landsförsamling. Församlingskyrka var från 1974 det tidigare begravningskapellet Rödbo kyrka.

## Areal
Rödbo församling omfattade den 1 januari 1976 en areal av 18,7 kvadratkilometer, varav 17,8 kvadratkilometer land.

### Fotnoter
1. ↑  Nationell Arkivdatabas Referenskod: SE/148035000, läst: 30 augusti 2018.[källa från Wikidata]
2. ↑  ”Förteckning (Sveriges församlingar genom tiderna)”. Skatteverket. 1989. http://www.skatteverket.se/privat/folkbokforing/omfolkbokforing/folkbokforingigaridag/sverigesforsamlingargenomtiderna/forteckning.4.18e1b10334ebe8bc80003999.html. Läst 17 december 2013.
3. ↑  ”Församlingar”. Statistiska centralbyrån. https://www.scb.se/hitta-statistik/regional-statistik-och-kartor/regionala-indelningar/forsamlingar/. Läst 30 december 2022.
4. ↑   (PDF) Folk- och bostadsräkningen 1975, Del 3:1, Folkmängd i kommuner och församlingar. Stockholm: Statistiska centralbyrån. 1977. sid. 33. Arkiverad från originalet den 6 juli 2015. https://www.webcitation.org/6ZpNXk37R?url=http://www.scb.se/Grupp/Hitta_statistik/Historisk_statistik/_Dokument/SOS/Folk_o_bostadsrakningen_1975_3_1.pdf. Läst 6 juli 2015 Arkiverad 24 september 2015 hämtat från the Wayback Machine.